# Burghaslach

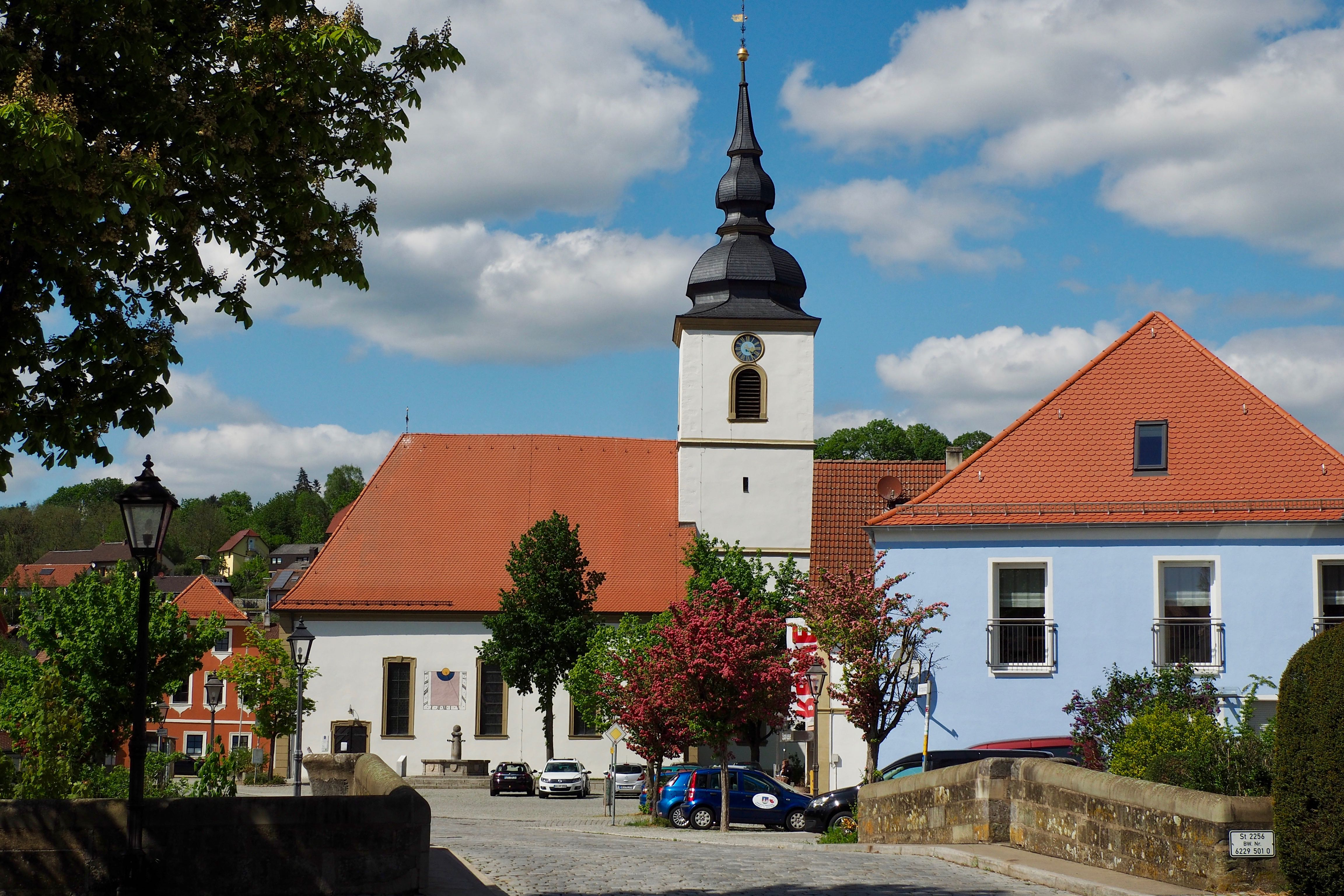
Ortskern von Burghaslach: zentral die Kirche St. Ägidius, links das Rathaus, im Vordergrund die Haslachbrücke

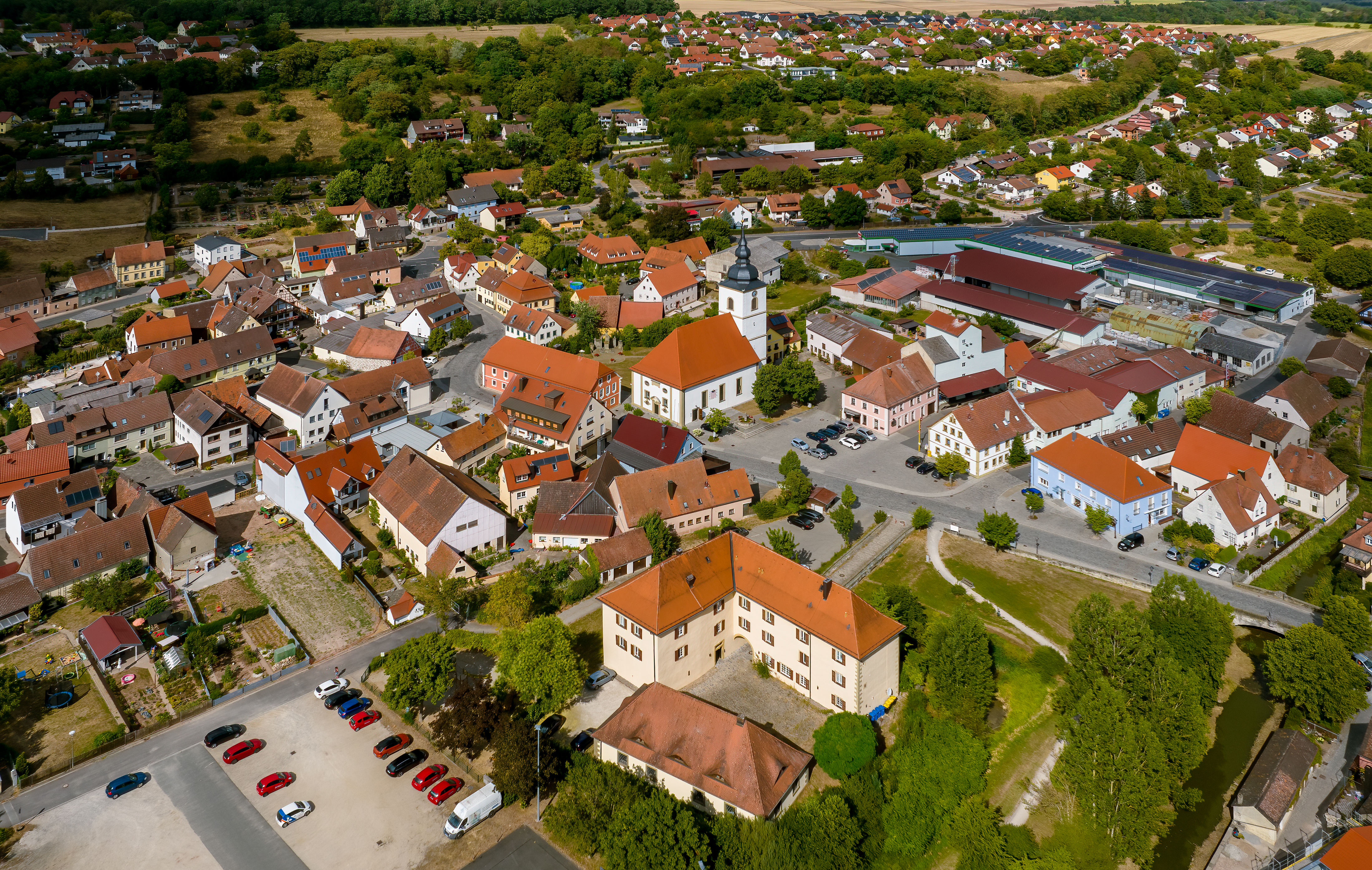
Ortskern von Burghaslach aus der Luft

Burghaslach (fränkisch: Hosla) ist ein Markt im Landkreis Neustadt an der Aisch-Bad Windsheim in Mittelfranken.

## Geografie

### Geografische Lage
Die Gemeinde liegt  im Steigerwald zwischen Würzburg und Nürnberg  am Treffpunkt der drei fränkischen Regierungsbezirke Mittelfranken, Oberfranken und Unterfranken (siehe Dreifrankenstein). Durch den Ort fließt die Haslach.

### Gemeindegliederung
Es gibt 16 Gemeindeteile (in Klammern ist der Siedlungstyp angegeben):
- Breitenlohe (Pfarrdorf)
- Buchbach (Weiler)
- Buchmühle (Einöde)
- Burghaslach (Hauptort)
- Burghöchstadt (Kirchdorf)
- Freihaslach (Dorf)
- Fürstenforst (Dorf)
- Gleißenberg (Kirchdorf)
- Harthof (Weiler)
- Kirchrimbach (Pfarrdorf)
- Münchhof (Dorf)
- Niederndorf (Dorf)
- Oberrimbach (Dorf)
- Rosenbirkach (Dorf)
- Seitenbuch (Dorf)
- Unterrimbach (Dorf)

Die Einöden Neue Mühle und Ziegelhütte sind mittlerweile im Gemeindeteil Burghaslach aufgegangen.
Es gibt auf dem Gemeindegebiet die Gemarkungen Breitenlohe, Burghaslach, Burghöchstadt, Freihaslach, Fürstenforst, Gleißenberg, Niederndorf und Seitenbuch. Die Gemarkung Burghaslach hat eine Fläche von 8,201 km². Sie ist in 1832 Flurstücke aufgeteilt, die eine durchschnittliche Fläche von 4476,43 m² haben. In ihr liegen neben dem namensgebenden Ort die Gemeindeteile Buchbach und  Buchmühle.

### Nachbargemeinden
|                | Geiselwind                                  | Schlüsselfeld     |
| Oberscheinfeld | Kompassrose, die auf Nachbargemeinden zeigt |                   |
| Scheinfeld     | Markt Taschendorf                           | Vestenbergsgreuth |

### Schutzgebiete

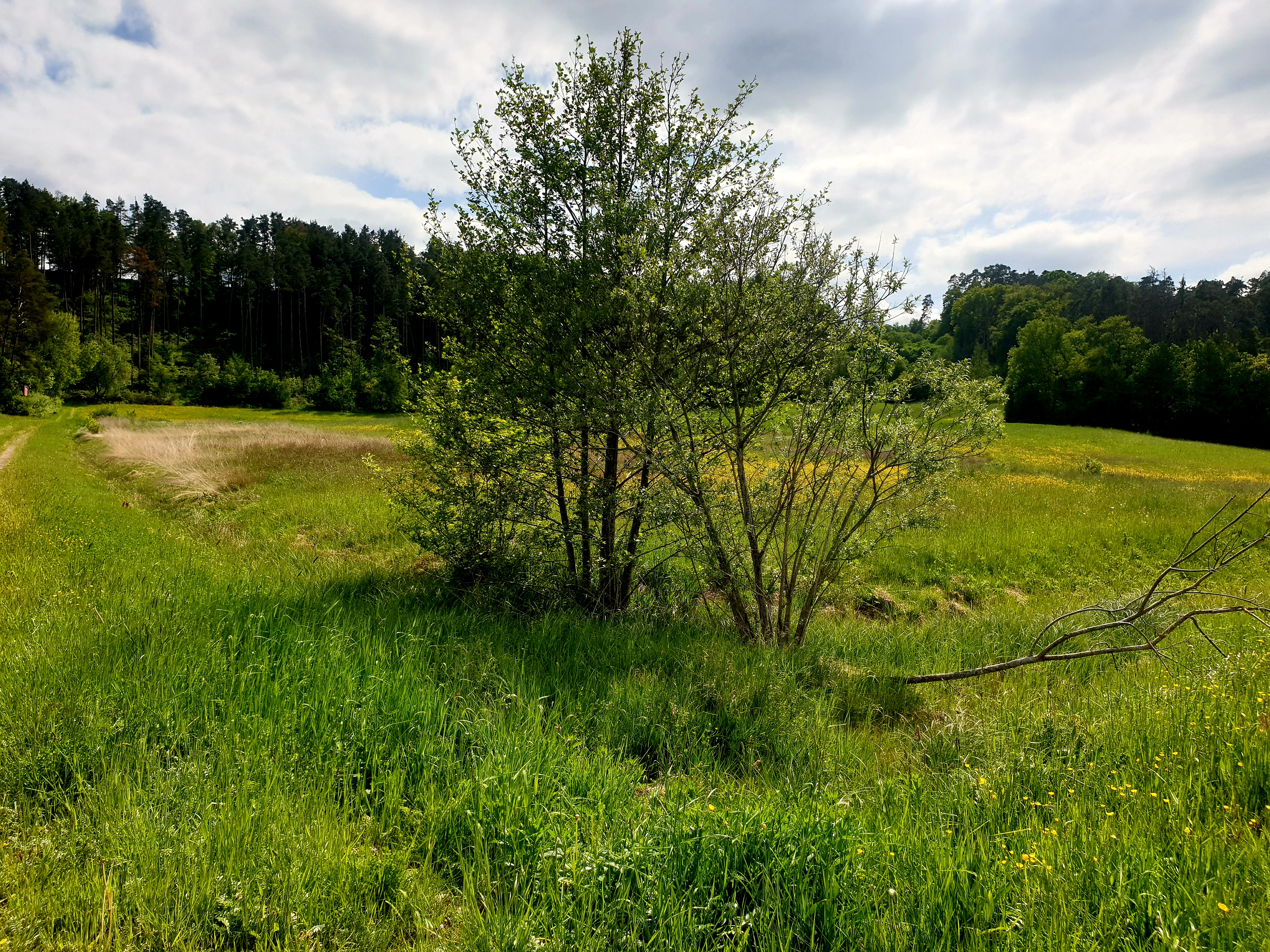
Feuchtgebiet bei Freihaslach

In der Gemeinde befinden sich diverse rechtlich geschützte Biotope und einige geschützte Landschaftsbestandteile. Außerdem befindet sich in der Nähe des Gemeindeteiles Freihaslach mit dem gleichnamigen Feuchtgebiet das einzige Moorgebiet des südlichen Steigerwaldes.

## Geschichte

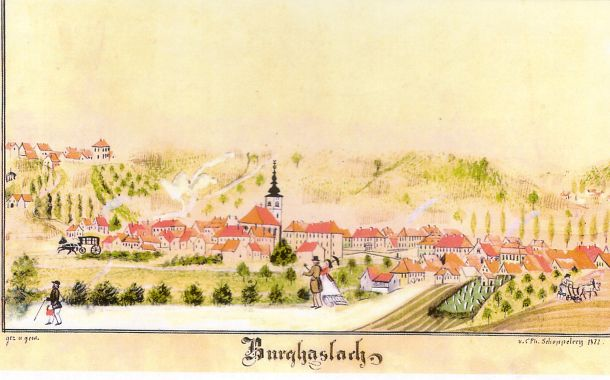
Burghaslach 1872, Gemälde von C. Ph. Schoppelrey. Zu sehen sind ein pflügender Bauer und vermutlich ein jüdisches Paar; vorne rechts der jüdische Friedhof mit Taharahaus, dahinter die Synagoge.

Der Ort wird als „Haselaha“ neben weiteren Orten in einer Urkunde des Klosters Fulda aus dem 12. Jahrhundert erwähnt, in der bestätigt wird, dass Karl der Große diese Orte dem Kloster um 800 geschenkt habe. Der Ort gehörte also ursprünglich zu einem Königsgut. Auch das Grundwort des Ortsnamens -aha (für Wasser, Bach) deutet auf eine Gründung in dieser Zeit hin, denn ab dem 10. Jahrhundert wurde anstelle dessen -bach verwendet. 1136 wurde der Ort in einer Urkunde erwähnt, in der Bischof Embricho von Würzburg die Abtrennung der Kirche in „Ashcebach“ von der Pfarrei „Haselaha“ bestätigt. Im Würzburger Lehenbuch, das 1323 oder 1324 entstanden sein muss, wird der Ort erstmals als „Burchasela“ erwähnt. Der Ortsname Burghaslachs leitet sich vom Fluss Haslach ab, der am Schloss (früher vermutlich eine Burg) vorbeifließt; das ist auch auf dem Wappen ersichtlich. Zudem unterschied der Zusatz Burg- den Ort vom heutigen Gemeindeteil Freihaslach.
Während der Zeit der Stammesherzogtümer lag Burghaslach im Herzogtum Franken. Das Zentgericht Burghaslach sprach Recht über 70 Siedlungen im Umkreis. Es wird 1344 erstmals erwähnt. 1785 wurde am örtlichen Galgenberg die letzte Hinrichtung vollstreckt. Ab 1814 erhielt das Gericht nach der Säkularisation die Kompetenzen eines Landgerichts im Königreich Bayern. Seit 1848 gibt es kein Gericht mehr in Burghaslach.
Im Jahr 1806 kam Burghaslach zum Königreich Bayern. Im Rahmen des Gemeindeedikts (frühes 19. Jahrhundert) wurde der Steuerdistrikt Burghaslach gebildet, zu dem Buchbach, Buchmühle, Dorfmühle, Freihaslach, Fürstenforst, Harthof, Neue Mühle, Niederndorf, Unterrimbach, Ziegelhütte und Ziegelhütte gehörten. Wenig später entstand die Ruralgemeinde Burghaslach, zu der Dorfmühle, Neue Mühle und Ziegelhütte gehörten. Sie unterstand in Verwaltung und Gerichtsbarkeit dem Herrschaftsgericht Burghaslach und in der Finanzverwaltung zunächst dem Rentamt Scheinfeld, nach dessen Auflösung im Jahr 1818 dem Rentamt Iphofen. Vor 1837 wurde Buchbach mit Buchmühle eingemeindet. 1852 kam Burghaslach an das Landgericht Scheinfeld. Für die Verwaltung war ab 1862 das Bezirksamt Scheinfeld  (1939 in Landkreis Scheinfeld umbenannt) und für die Finanzverwaltung ab 1879 das Rentamt Markt Bibart zuständig (1919–1929: Finanzamt Markt Bibart, 1929–1972: Finanzamt Neustadt an der Aisch, seit 1972: Finanzamt Uffenheim). Die Gerichtsbarkeit kam mit der Auflösung des Landgerichts Scheinfeld im Jahr 1879 an das Amtsgericht Scheinfeld. Die Gemeinde hatte 1964 eine Gebietsfläche von 8,151 km².
Ab dem 18. April 1945 waren für rund sechs Wochen amerikanische Besatzungstruppen im Ort.
Am 1. Juli 1972 ging Burghaslach vom aufgelösten Landkreis Scheinfeld in den Landkreis Neustadt an der Aisch über, ab 1973 Neustadt an der Aisch-Bad Windsheim.

### Eingemeindungen
Im Rahmen der Gebietsreform in Bayern wurden am 1. Januar 1972 die Gemeinden Breitenlohe, Fürstenforst, Kirchrimbach, Niederndorf und Oberrimbach sowie ein Teil der aufgelösten Gemeinde Freihaslach eingegliedert. Am 1. Mai 1978 kam Gleißenberg aus dem Landkreis Erlangen-Höchstadt hinzu.

## Demographie

### Einwohnerentwicklung
Im Zeitraum 1988 bis 2018 stieg die Einwohnerzahl von 2089 auf 2570 um 481 Einwohner bzw. um 23 %.
Gemeinde Burghaslach
| Jahr      | 1818   | 1840   | 1852   | 1861   | 1867   | 1871   | 1875   | 1880   | 1885   | 1890   | 1895   | 1900   | 1905   | 1910   | 1919   | 1925   | 1933   | 1939   | 1946   | 1950   | 1961   | 1970   | 1987   | 2007   | 2014   | 2021   |
| Einwohner | 877    | 1032   | 960    | 962    | 965    | 963    | 988    | 1016   | 1035   | 987    | 965    | 949    | 916    | 894    | 879    | 843    | 820    | 758    | 1316   | 1213   | 927    | 977    | 2072   | 2505   | 2511   | 2611   |
| Häuser    | 178    | 137    |        |        |        | 155    |        |        | 158    | 162    |        | 162    |        |        |        | 158    |        |        |        | 177    | 201    |        | 587    |        | 792    | 845    |
| Quelle    | [ 14 ] | [ 21 ] | [ 22 ] | [ 23 ] | [ 24 ] | [ 25 ] | [ 26 ] | [ 27 ] | [ 28 ] | [ 29 ] | [ 22 ] | [ 30 ] | [ 22 ] | [ 31 ] | [ 22 ] | [ 32 ] | [ 22 ] | [ 22 ] | [ 22 ] | [ 33 ] | [ 16 ] | [ 34 ] | [ 35 ] | [ 36 ] | [ 36 ] | [ 37 ] |

Ort Burghaslach
| Jahr      | 001818 | 001840 | 001861 | 001871 | 001885 | 001900 | 001925 | 001950 | 001961 | 001970 | 001987 | 002014 |
| Einwohner | 865    | 939    | *900   | 892    | 968    | 884    | 803    | †1174  | †905   | 940    | 906    | 1233   |
| Häuser    | 175    | 124    |        |        | 149    | 153    | 150    | †172   | †195   |        | 249    |        |
| Quelle    | [ 14 ] | [ 21 ] | [ 23 ] | [ 25 ] | [ 28 ] | [ 30 ] | [ 32 ] | [ 33 ] | [ 16 ] | [ 34 ] | [ 35 ] | [ 38 ] |

### Religion

#### Christentum
Spätestens 1474 beherbergte Burghaslach ein Dekanat. 1969 wurde die Kirchengemeinde dem Dekanat Markt Einersheim angegliedert.

#### Judentum

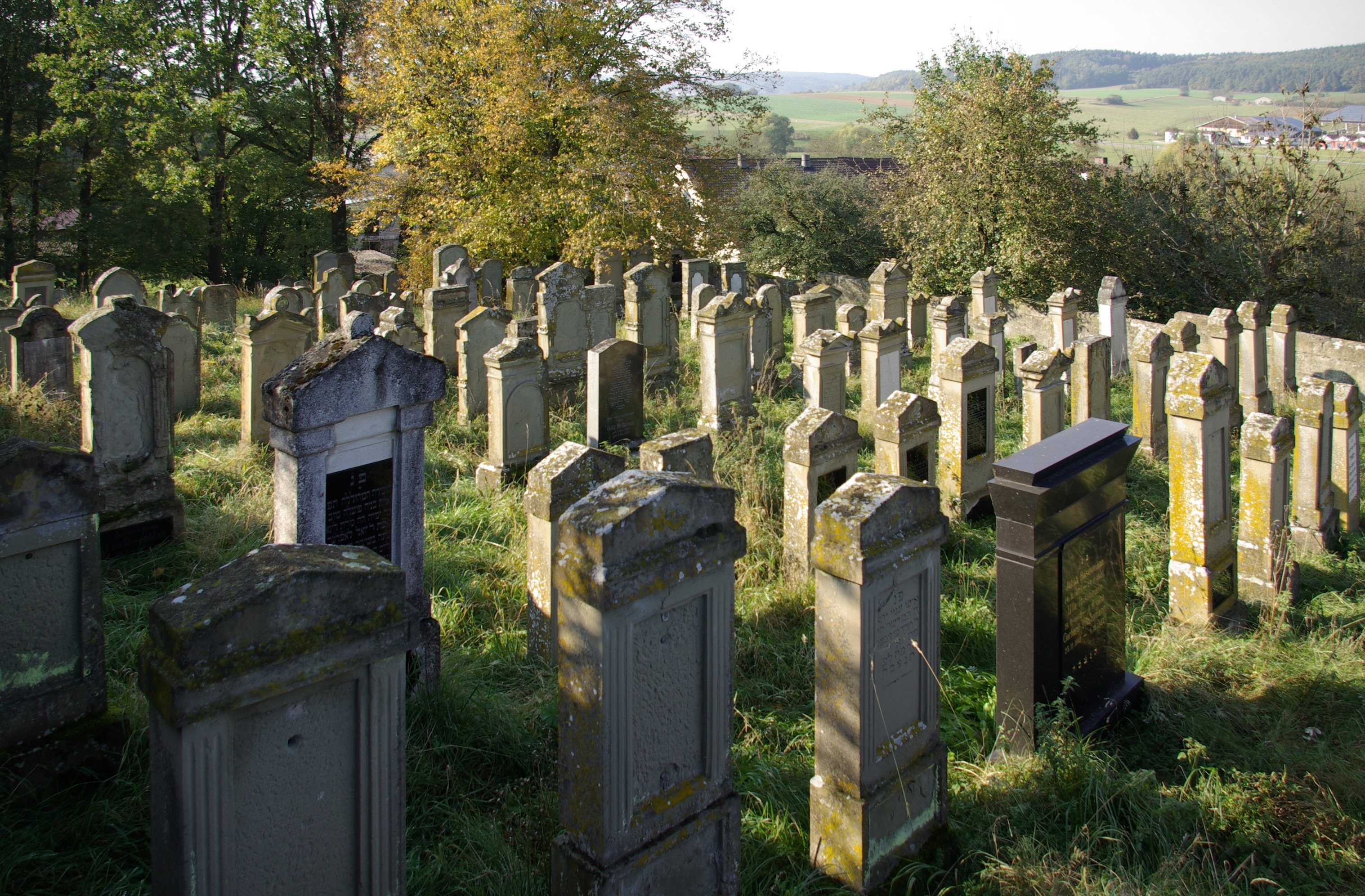
Jüdischer Friedhof Burghaslach

Seit dem 16. Jahrhundert ist jüdische Bevölkerung in Burghaslach nachgewiesen, eine eigene Gemeinde seit dem 17. Jahrhundert. In den 1760er Jahren wurde die bereits bestehende Synagoge durch einen Neubau ersetzt, ein weiterer Neubau erfolgte 1870. 1775 bekam Burghaslach einen jüdischen Friedhof. Von 1859 bis in die 1920er Jahre gab es eine jüdische Elementarschule im Ort.
Von den zehn bis zwölf zu Beginn der NS-Zeit in Burghaslach lebenden Familien verließen die ersten bereits wegen der zunehmenden Diskriminierung den Ort. 1936 und 1937 wurde der jüdische Friedhof geschändet. Bei den Novemberpogromen 1938 wurde dann die Synagoge restlos niedergebrannt, die verbliebenen jüdischen Familien in der Folge zur Aufgabe ihres Besitzes und zum Wegzug genötigt. Die letzten verließen Burghaslach 1940. Die Synagoge wurde als Werkstatt wiedererrichtet und dient heute als Wohnhaus.
Etwa 50 Juden mit Verbindungen zu Burghaslach fielen dem Holocaust zum Opfer.
Eine kleine jüdische Gemeinde existierte im 18. und 19. Jahrhundert auch in Fürstenforst. Auch dort gab es eine Synagoge und eine Schule sowie eine Mikwe.

## Politik

### Bürgermeister
Erster Bürgermeister ist seit 2014 Armin Luther (CSU); dieser wurde über die Liste CSU-FWG Burghaslach gewählt.

### Marktgemeinderat
Seit 2002 hatte der Burghaslacher Gemeinderat folgende Zusammensetzungen:
| Partei/Liste                   | 2020    | 2020    | 2014    | 2014    | 2008    | 2008    | 2002    | 2002    |
| Partei/Liste                   | %       | Sitze   | %       | Sitze   | %       | Sitze   | %       | Sitze   |
| ------------------------------ | ------- | ------- | ------- | ------- | ------- | ------- | ------- | ------- |
| CSU/Freie Wählergemeinschaft   | 40,37   | 6       | 39,58   | 6       | 40,03   | 6       | 33,13   | 5       |
| Freie Gemeindeliste            | 22,15   | 3       | 25,96   | 4       | 26,07   | 4       | 33,04   | 5       |
| Neue Bürgerliste               | 29,21   | 4       | 23,79   | 3       |         |         |         |         |
| SPD/Freie Bürger               |         |         |         |         | 20,83   | 3       | 24,56   | 3       |
| Wählergemeinschaft Gleißenberg | 8,27    | 1       | 10,67   | 1       | 8,79    | 1       | 9,27    | 1       |
| Bündnis 90/Die Grünen          |         |         |         |         | 4,28    | 0       |         |         |
| Gesamt                         |         | 14      |         | 14      |         | 14      |         | 14      |
| Wahlbeteiligung                | 72,89 % | 72,89 % | 70,87 % | 70,87 % | 73,67 % | 73,67 % | 71,73 % | 71,73 % |

### Wappen
| Wappen von Burghaslach | Blasonierung: „Auf grünem Boden in Blau nebeneinander eine silberne Burg und eine silberne Kirche mit roten Dächern.“ |
| Wappen von Burghaslach | Wappenbegründung: Burghaslach war Lehen der Herren von Vestenberg und stand unter der Herrschaft der Grafen von Hohenlohe-Speckfeld. Nach dem Aussterben der Vestenberger 1687 kam die Herrschaft an die Grafen von Castell, die sie im 18. Jahrhundert durch weitere Erwerbungen ausbauten und hier ein Amt einrichteten. Seit dem frühen 19. Jahrhundert führte der patrimoniale Ort ein Wappensiegel. Im gekrönten Schild stehen seitdem die Ortskirche und ein burgenähnliches Schloss, das für den Ortsnamen redet und zugleich die Burg der Grafen von Castell darstellen soll. Dieses Wappen wird seit dem 19. Jahrhundert geführt. |

Eine Gemeindeflagge gibt es nicht.

### Partnergemeinde
Seit 2000 existiert eine Regionalpartnerschaft des Bezirks Mittelfranken mit der polnischen Woiwodschaft Pommern. 2007 wurde in diesem Rahmen eine Gemeindepartnerschaft Burghaslachs mit Przywidz begründet. Vom 5. bis 8. September 2013 besuchte eine 33-köpfige Burghaslacher Delegation aus Politik und Gesellschaft die dortige Gemeinde, angeführt vom damaligen Ersten Bürgermeister Hermann Wehr. Besuche kleinerer Delegationen aus Burghaslach in Przywidz gab es 2010, 2011 und 2016. Der Austausch thematisiert u. a. ökologische Themen.

## Kultur und Sehenswürdigkeiten

### Bau- und Bodendenkmäler

#### Schlösser
- Die Geschichte des Fürstlich Castellschen Schlosses Burghaslach reicht bis ins 14. Jahrhundert zurück: Das „Castrum Haselach“ (die Burg Haselach) gab Gottfried III. von Hohenlohe, Bischof von Würzburg von 1314 bis 1322, als Lehen den Grafen von Castell.
 Das Schloss wurde nach vielen Besitzerwechseln und zahlreichen Umbauten in den Jahren 1822 bis 1826 im klassizistischen Stil neu erbaut.
- Das Schloss Fürstenforst wurde seit dem Mittelalter diverse Male zerstört und wiederaufgebaut. Seit 1735 besitzt es seine heutige Gestalt.[54]
- Das Wasserschloss Breitenlohe wird 1340 erstmals erwähnt und besitzt seine heutige Form seit etwa 1569.

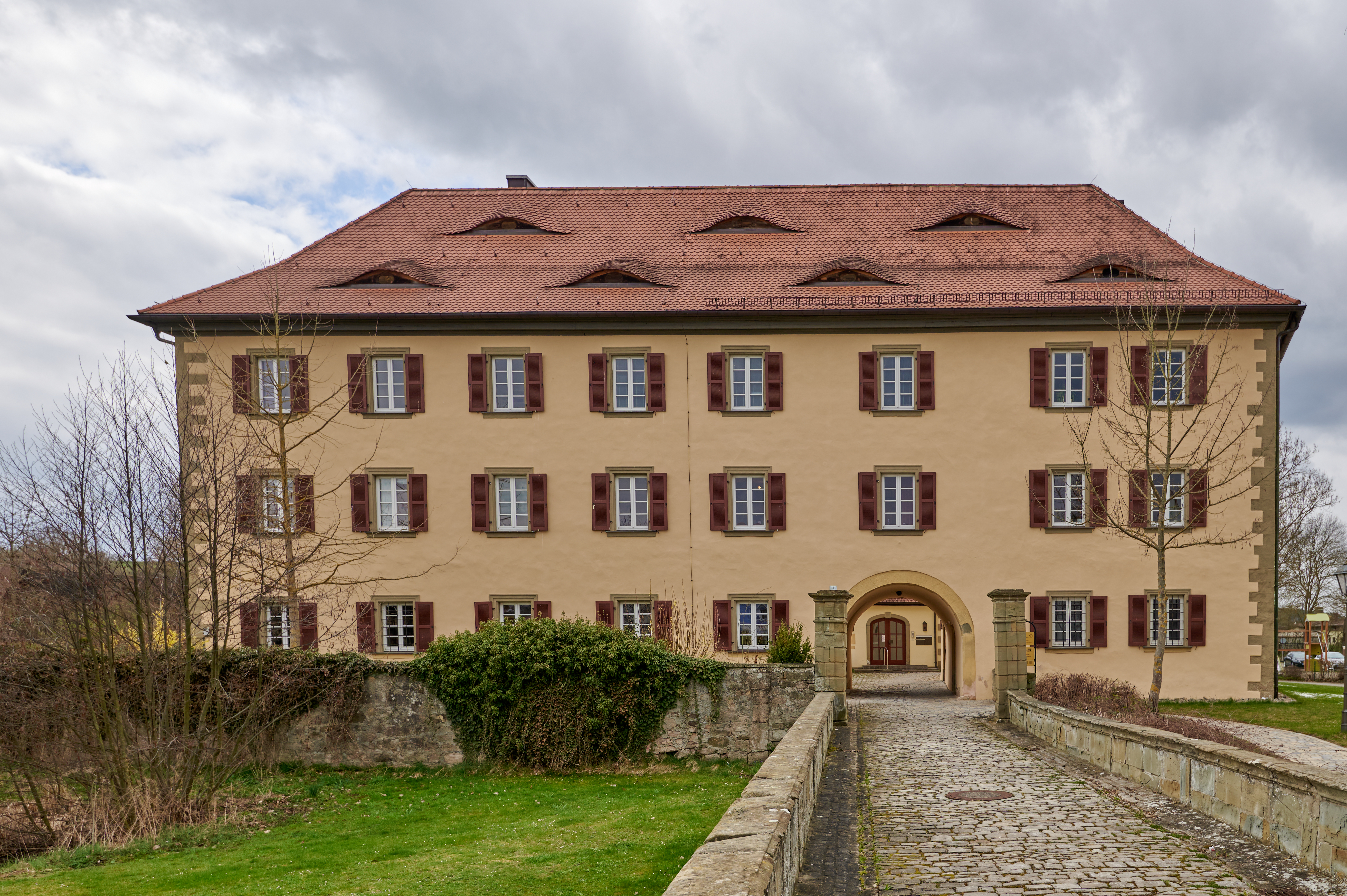
Fürstlich Castellsches Schloss Burghaslach
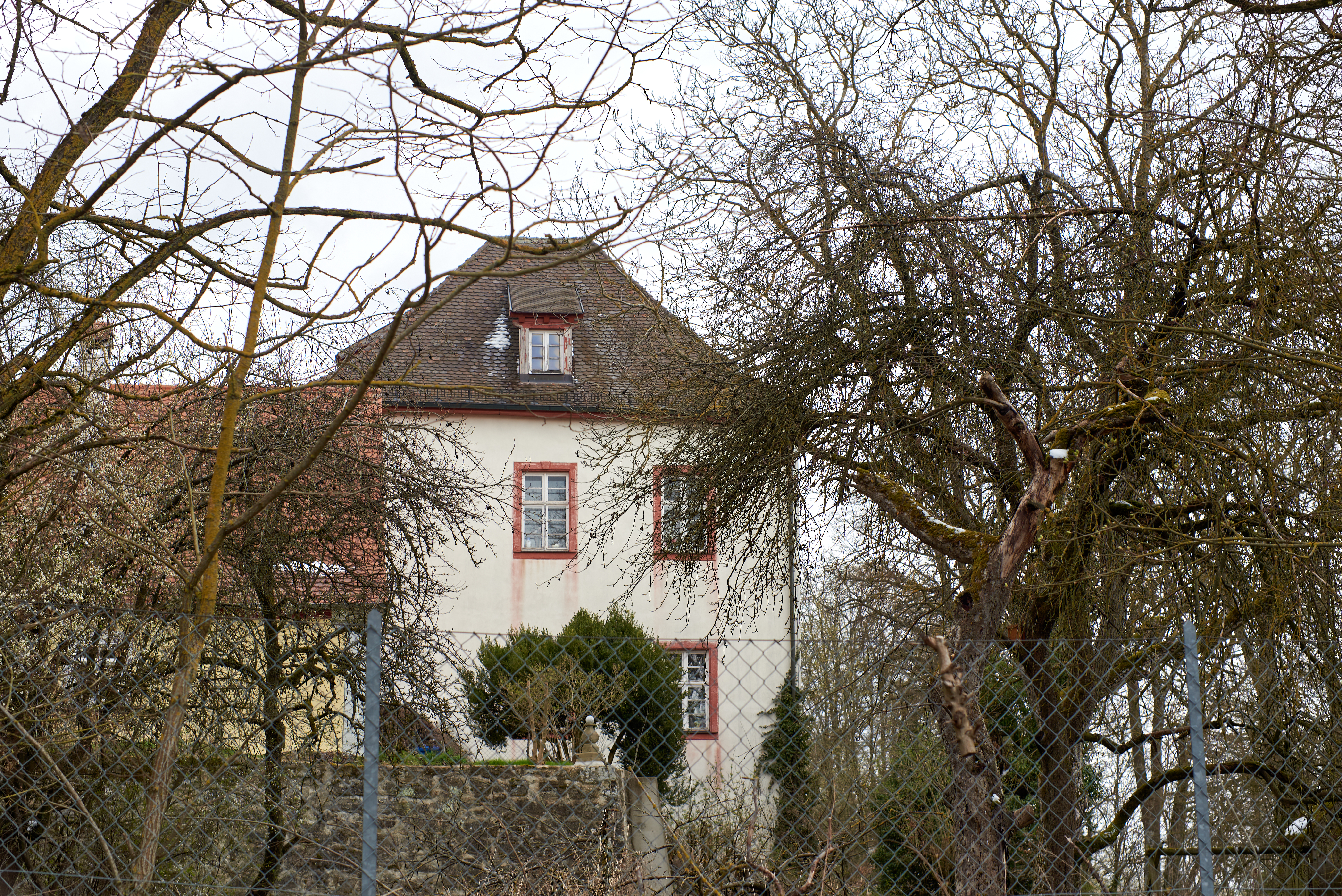
Schloss Fürstenforst
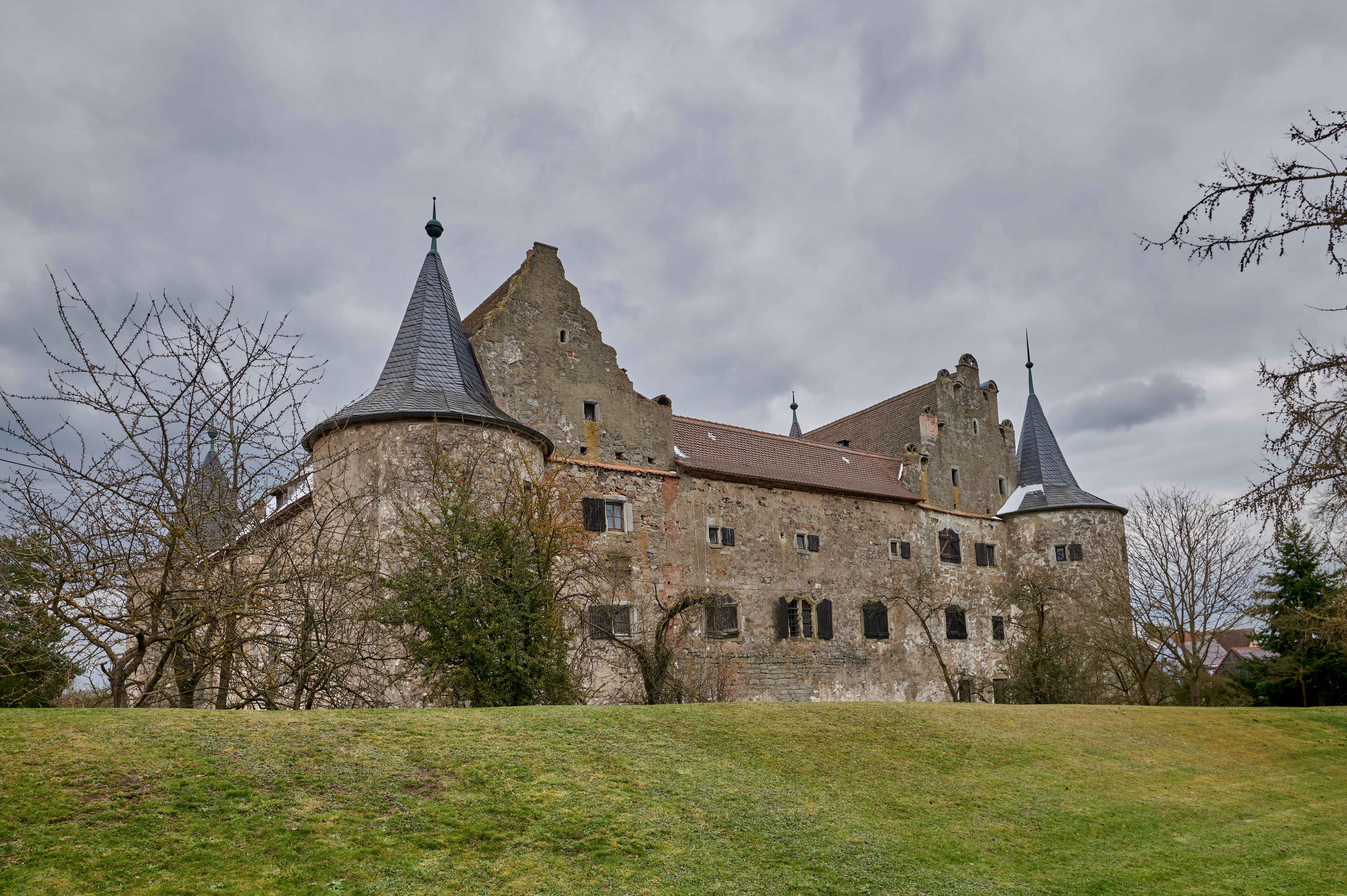
Wasserschloss Breitenlohe

#### Kirchen
- Die evangelische St.-Ägidius-Kirche wurde in ihrer heutigen Gestalt ab 1718 erbaut. Weitere evangelische Kirchen sind St. Jakobus in Gleißenberg sowie die Mauritius- und die Christuskirche in Kirchrimbach.
- In Breitenlohe steht in ihrer aktuellen Form seit 1595 die katholische Kirche Kreuzerhöhung.

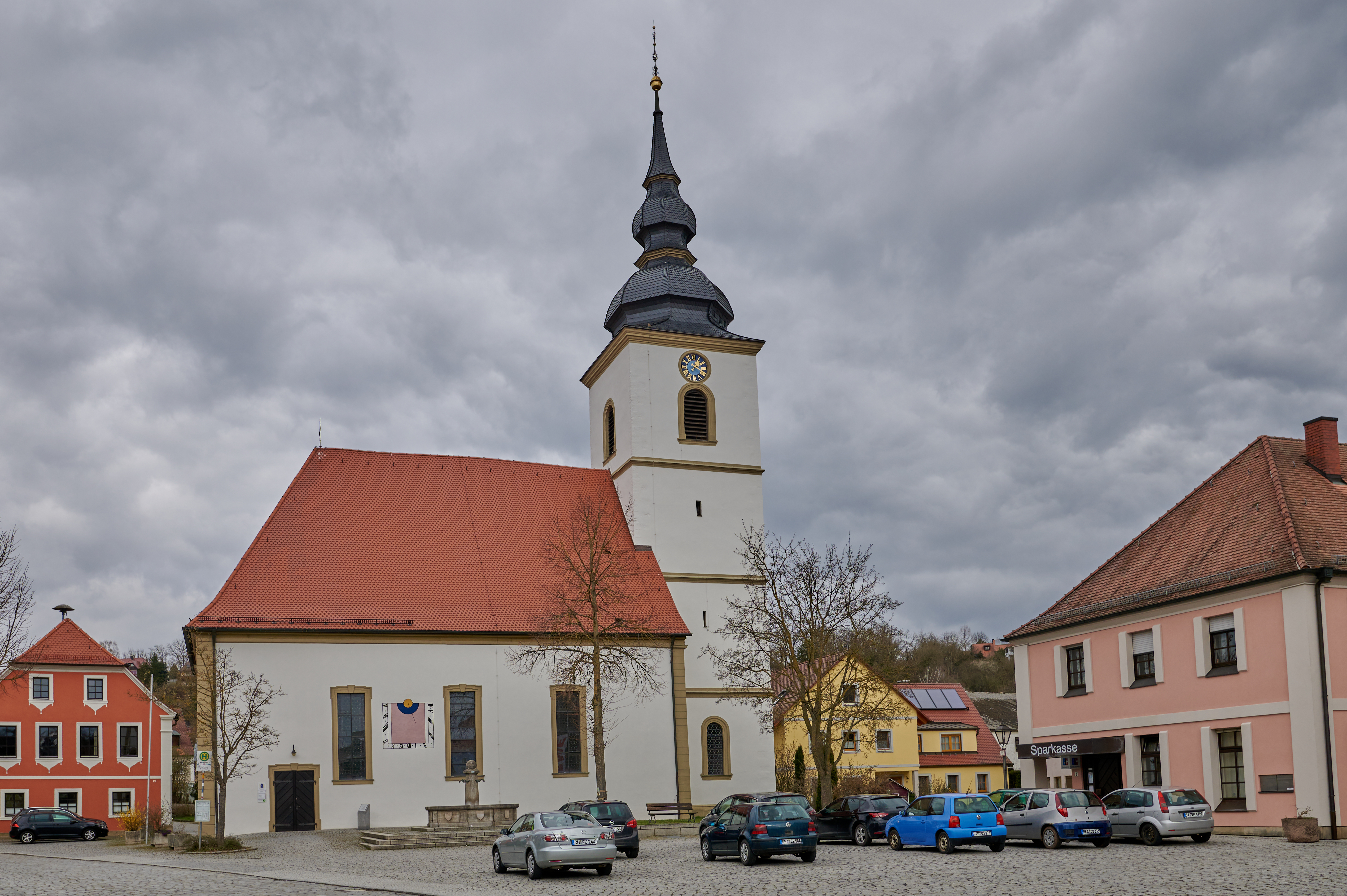
St. Ägidius, Burghaslach
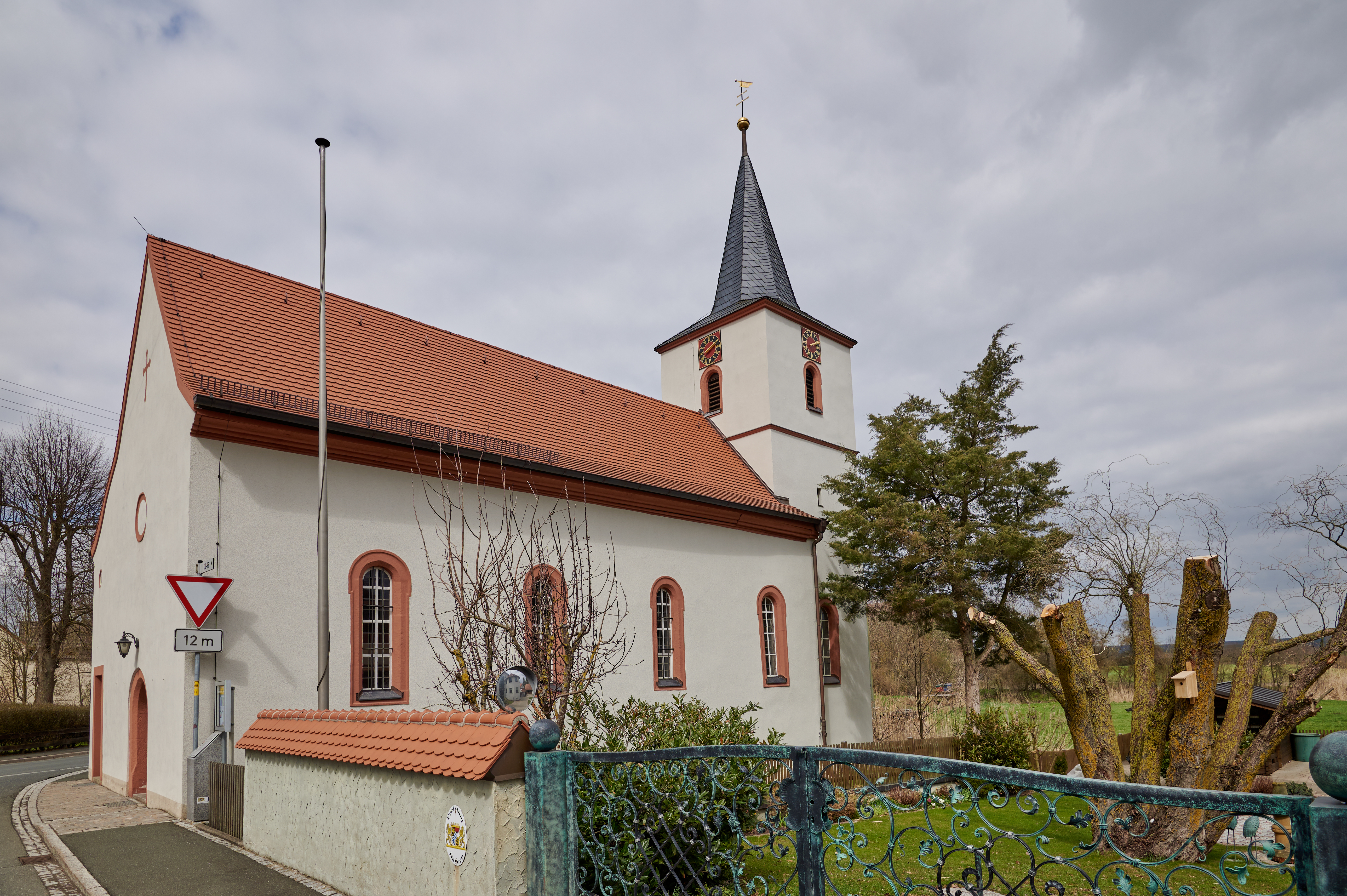
St. Jakobus, Gleißenberg
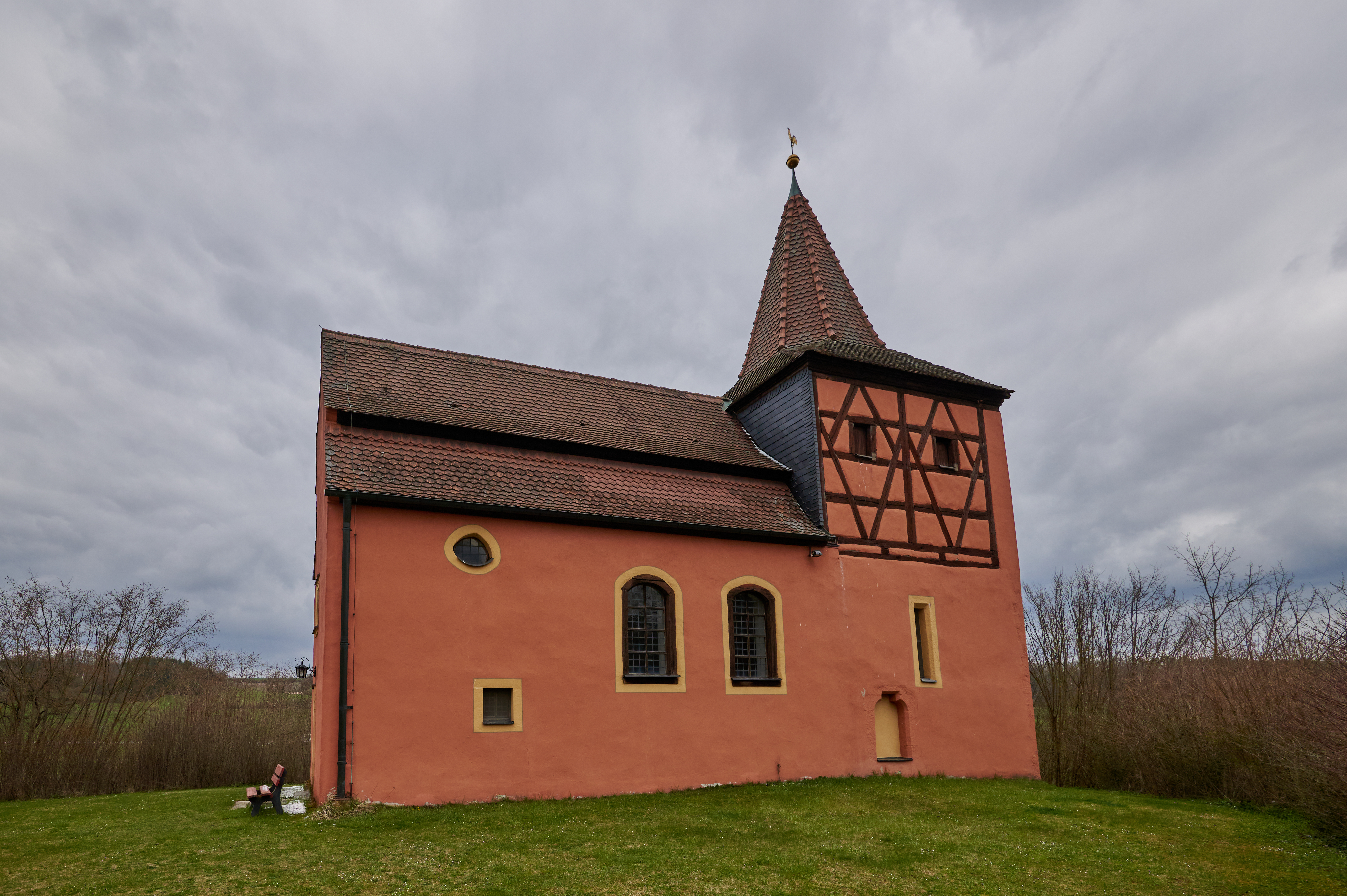
St. Mauritius, Kirchrimbach
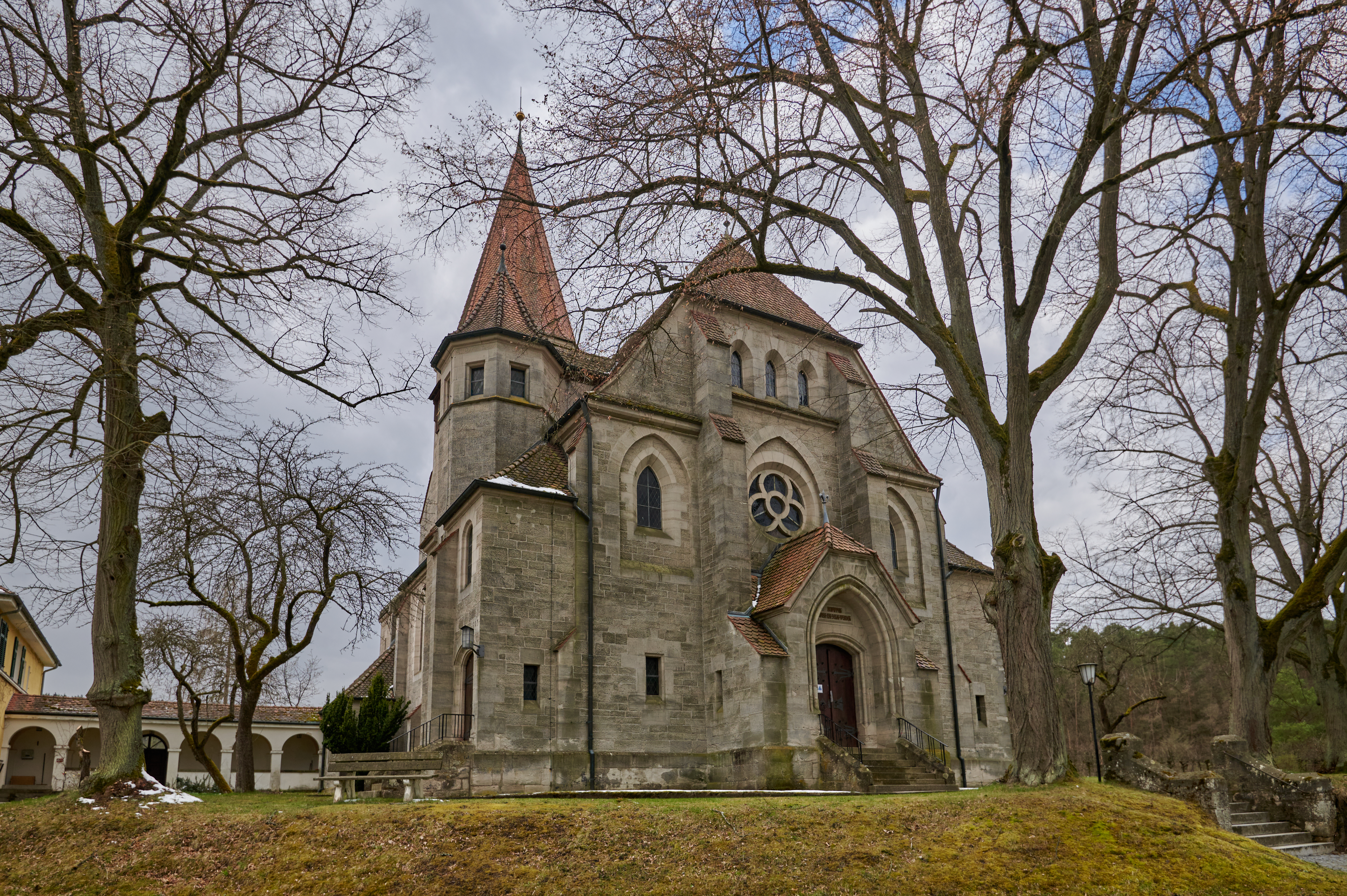
Christuskirche, Kirchrimbach
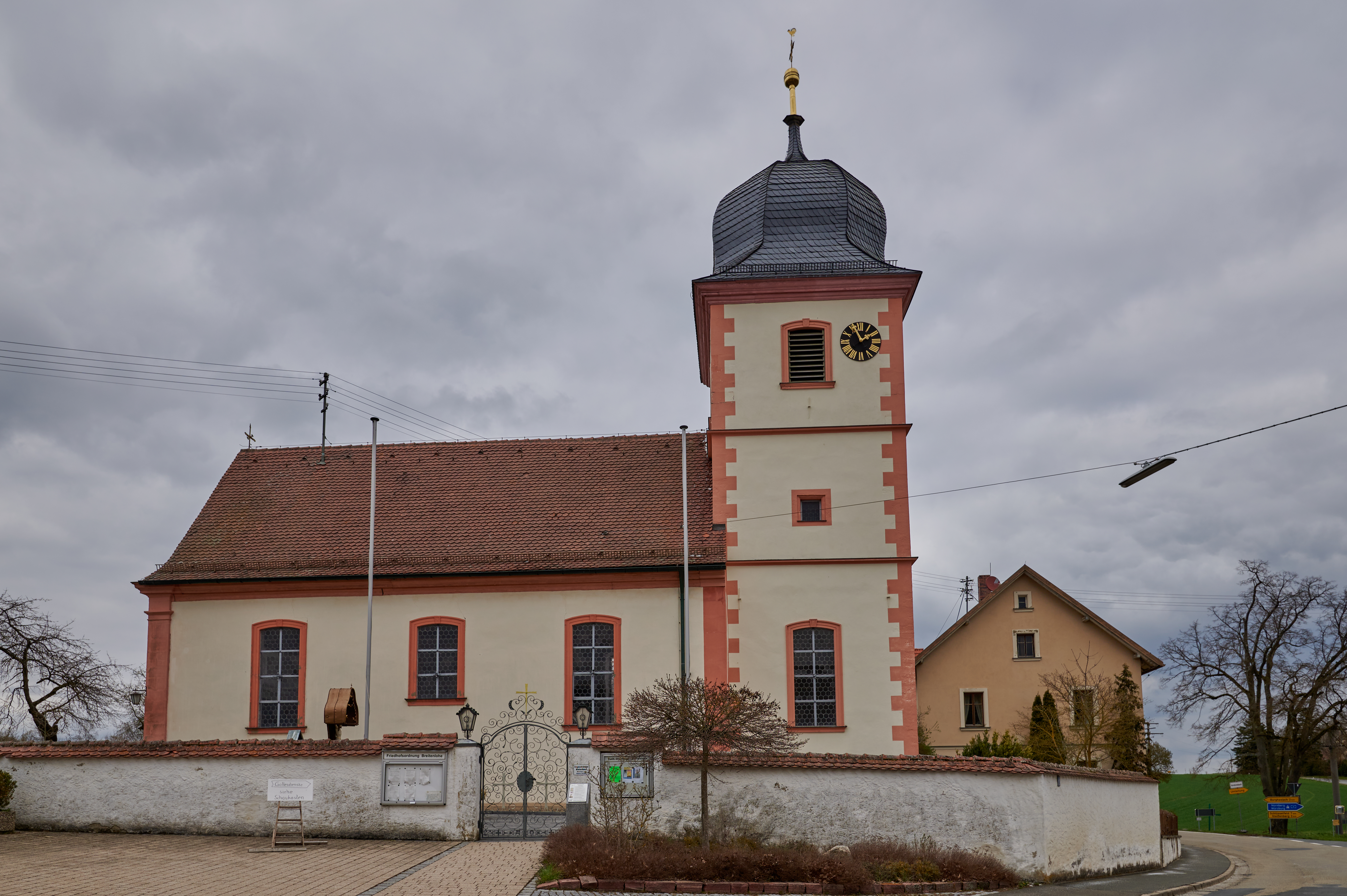
Kirche Kreuzerhöhung, Breitenlohe

### Brauchtum

#### Kirchweihen

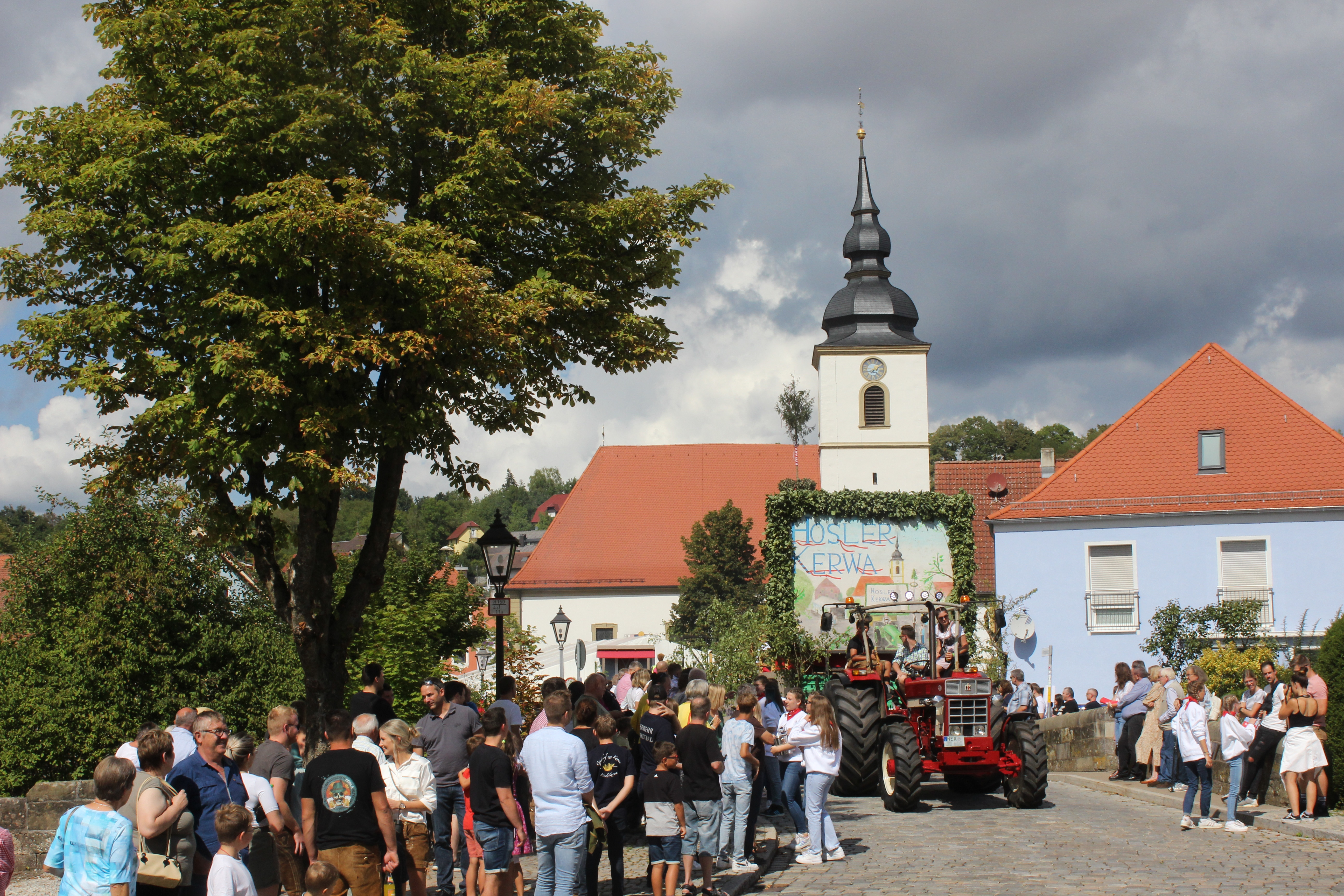
Der Umzug zur Burghaslacher Kirchweih, der „Hosler Kerwa“, mit Traktoren und Motivwagen (2022)

In der Marktgemeinde Burghaslach finden jedes Jahr Kirchweihen im Hauptort sowie in zehn weiteren Orten statt. Sie verteilen sich auf einen Zeitraum von Juli bis November. Traditionell werden Schlachtspezialitäten angeboten, es finden Unterhaltungsabende, Festgottesdienste, Jahrmarktbetrieb und Umzüge statt.
Die Kirchweih im Hauptort Burghaslach, die „Hosler Kerwa“, findet am Sonntag nach bzw. am Ägidiustag (1. September) statt, dem Namenstag des Kirchenpatrons. Die erste Kirchweih ist in Burghaslach für das Jahr 1690 nachweisbar, wird allerdings bereits zu dieser Zeit als alter Brauch bezeichnet.

#### Märkte
In Burghaslach gibt es neben dem Weihnachtsmarkt am zweiten Adventswochenende auch einen Frühjahrsmarkt am vorletzten Sonntag im April. Bis ins 20. Jahrhundert hinein wurden jährlich sechs Märkte begangen, den Kirchweihmarkt inklusive. Vor dem Zweiten Weltkrieg gab es zudem zweiwöchentliche Schweinemärkte sowie Viktualienmärkte.

#### Hagelfeiertag
Am Fronleichnamstag begeht Burghaslach nebst einigen weiteren Orten der Region den „Hagelfeiertag“ mit einem Gottesdienst. Dieser wurde vermutlich in der Erinnerung an verheerende und wiederkehrende Hagelunwetter begründet. Erstmals erwähnt wurde er 1727; bis 1968 lag er stets auf dem Kilianstag. Ohne dass ein bekannter Zusammenhang bestünde, wird für die St.-Ägidius-Kirche als alter Name auch „Kilianskirche“ überliefert.

### Sonstiges
Ein vor allem aus Lehrern von Burghaslach und Umgebung gebildeter Bardenverein zog 1841 von Ort zu Ort, etwa nach Schornweisach, Dachsbach und Birnbaum.
Im Jahr 1994 wurden in Burghaslach die Deutschen Cross-Meisterschaften ausgetragen.

## Wirtschaft und Infrastruktur

### Verkehr
Die Staatsstraße 2261 führt über Unterrimbach nach Oberrimbach (4,5 km westlich) bzw. über Niederndorf zur Anschlussstelle 77 (Schlüsselfeld) der Bundesautobahn 3 (2,7 km nordöstlich). Dort steht auch der Autohof Burghaslach, der beim ADAC-Raststättentest 2008 den ersten Platz errang. Die Staatsstraße 2256 führt nach Breitenlohe (2,4 südlich) bzw. nach Freihaslach (2,8 km nordwestlich). Anliegerstraßen führen nach Buchmühle (0,6 km südwestlich) und nach Buchbach (1,2 km südwestlich).
Durch den Ort verläuft der Fränkische Marienweg.

### Ansässige Unternehmen
Im Gemeindeteil Gleißenberg ist ein Produktionsstandort der zur Simba-Dickie-Group gehörenden BIG-Spielwarenfabrik; dort werden insbesondere Bobby-Cars produziert.
In Burghaslach besteht ein Produktionsstandort des Schokoladenherstellers WAWI, 2016 hervorgegangen aus einer Beteiligung an einem jungen ortsansässigen Süßwarenproduzenten. Zuvor war Burghaslach seit dem 18. Jahrhundert als Sitz einer Lebküchnerei bekannt gewesen.
Die örtliche Bäckerei Arndt wurde u. a. mit hohen Ehrungen des Freistaats Bayern und der DLG ausgezeichnet. Sie existiert seit 1889.

### Freibad
Das Freibad ist mit seiner Errichtung 1935/36 eines der ältesten im Steigerwald. 2008 wurde es im Rahmen eines umfangreichen Renovierungsprojektes modernisiert.

## Persönlichkeiten
In Burghaslach wurden geboren:
- Elias Schmidt (1630–1690), Mediziner und Stadtphysicus
- Joseph Kriegsmann (1795–1867), Optiker
- Carl Marschütz (1863–1957), Gründer der Hercules-Werke in Nürnberg
- Georg Friedrich Vicedom (1903–1974), Theologe und Missionswissenschaftler
- Ruth Lapide (1929–2022), Religionswissenschaftlerin